# La plus que lente
La plus que lente, L. 121 (pronunciación en francés: /laplyskəˈlɑ̃t/, "El más que lento"), es un vals para piano escrito por Claude Debussy en 1910, poco después de su publicación de los Preludios, Libro I. La pieza se estrenó en el Hotel New Carlton de París, donde fue transcrita para cuerdas e interpretada por el popular violinista "gitano" Léoni, para quien Debussy la escribió (y a quien el compositor le dio el manuscrito).
Debussy arregló la pieza para pequeña orquesta (flauta, clarinete, piano, cimbalón y cuerdas), que se publicó en 1912.

## Estilo
A pesar de su título, La plus que lente no estaba pensada para ser tocada lentamente; "lente", en este contexto, se refiere al género del valse lente que Debussy intentó emular. Típico del enfoque cáustico de Debussy a la hora de nombrar sus composiciones, representaba su reacción a la gran influencia del vals lento en los ambientes sociales de Francia. Sin embargo, como señaló Frank Howes, "La plus que lente es, a la manera irónicamente humorística de Debussy, el valse lente [vals lento] que supera a todos los demás".
La obra está marcada "Molto rubato con morbidezza", lo que indica que Debussy fomenta un tempo flexible.

## Historia
Se ha afirmado que Debussy se inspiró supuestamente para La plus que lente en una pequeña escultura, "La Valse", que guardaba en su repisa. Sin embargo, otros apuntan a varias fuentes de inspiración, algunos citando el parecido entre este vals y la obra anterior de Debussy, Ballade.
Durante el mismo año de su composición, se concibió una orquestación de la obra, pero Debussy se opuso al fuerte uso de la percusión en la partitura y propuso una nueva, escribiendo a su editor:

Examinando la descarada partitura de La plus que lente, me parece que está inútilmente ornamentada con trombones, tambores de marmita, triángulos, etc., y así se dirige a una especie de salón de lujo que acostumbro a ignorar! -¡hay ciertas torpezas que se pueden evitar fácilmente! Así que me he permitido probar otro tipo de arreglo que parece más práctico. Y es que no se puede empezar de la misma manera en un salón que en una peluquería. Es absolutamente necesario que haya algunas medidas preparatorias. Pero no nos limitemos a las cervecerías. Pensemos en los innumerables tés de las cinco de la tarde donde se reúnen los hermosos públicos con los que he soñado.
Claude Debussy, 25 de agosto de 1910